# Maria Anna Thekla Mozart

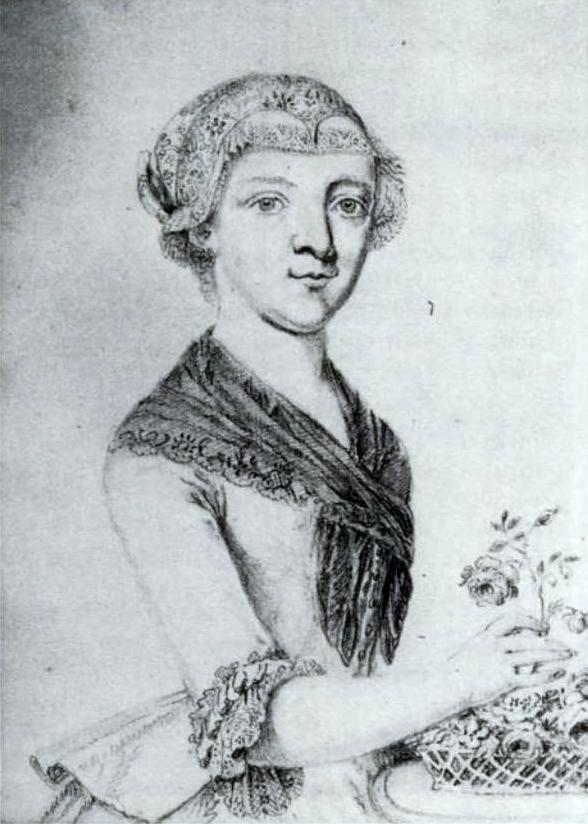
Maria Anna Thekla Mozart
(1758–1841)

Maria Anna Thekla Mozart (* 25. September 1758 in Augsburg; † 25. Januar 1841 in Bayreuth; Rufname Marianne) war eine Cousine von Wolfgang Amadeus Mozart und wurde durch dessen Briefe als Das Bäsle bekannt.

## Biographie

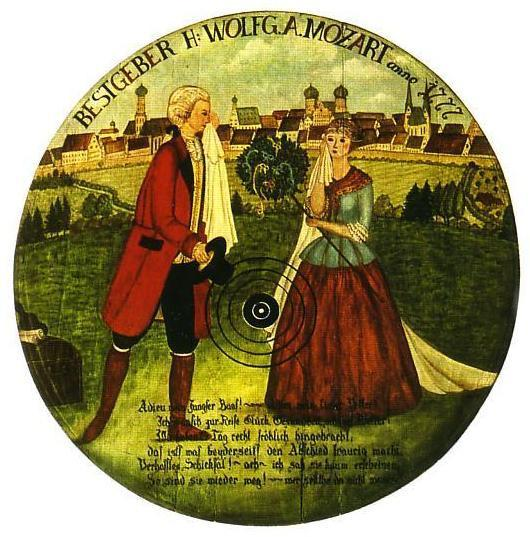
Eine Zielscheibe fürs Bölzlschießen; Wolfgang und seine Cousine bei dessen Abreise aus Augsburg im Oktober 1777 auf seiner Reise durch Süddeutschland und nach Paris

Geboren in Augsburg als dritte und einzige Überlebende von fünf Töchtern von Franz Alois Mozart, einem jüngeren Bruder Leopold Mozarts, und Maria Victoria Eschenbach, kam es dort vom 11. bis 26. Oktober 1777 zwischen der 19-jährigen Marianne und dem zwei Jahre älteren Wolfgang Amadé Mozart zu der wohlbekannten Begegnung, als die beiden jungen Leute ein sehr harmonisches und höchstwahrscheinlich intimes Verhältnis entwickelten. Von ihrer anschließenden Korrespondenz sind lediglich 10 Briefe, ausschließlich Wolfgangs, erhalten geblieben, die berühmten Bäslebriefe, eine gewagte Skizze seines „Engels“ inbegriffen. Über den durch Wortwahl und Schreibstil sehr ungewöhnlichen Charakter des Schriftwechsels rätseln die Experten bis heute.
Nach Mozarts Rückkehr aus Paris begleitete Marianne ihn im Januar 1779 von München aus für etwa zweieinhalb Monate nach Salzburg, wo sie sich möglicherweise eine Ehe mit Wolfgang erhoffte. Der Wunsch zerschlug sich, und die vormals herzliche Beziehung kühlte ab. Ein letztes Wiedersehen ergab sich im März 1781 in Augsburg.
Marianne war ihrem Stand als Bürgerin der Reichsstadt Augsburg entsprechend gebildet und hatte als Jugendliche in München weitere gesellschaftliche Erfahrungen gesammelt. Sie wird als schön, liebenswert, klug, humorvoll und lebenslustig beschrieben. 1784 brachte sie eine uneheliche Tochter zur Welt, Maria Josepha, deren Vater, der Domkapitular Dr. Theodor Franz de Paula Maria Freiherr von Reibeld, Mutter und Kind großzügig versorgte.
Marianne Mozart blieb zeitlebens unverheiratet. Nach dem Tod der 1791 verwitweten Mutter zog sie 1808 zu ihrer Tochter und dem Schwiegersohn, Postmeister Franz-Joseph Streitel. Bereits 1803 war im frühesten Säuglingsalter das einzige Enkelkind Carl Joseph verstorben. Über Kaufbeuren im Jahre 1812 verschlug es sie samt Familie im Jahr 1814 schließlich nach Bayreuth (Friedrichstraße 15), wo sie 27 Jahre bis zu ihrem Tod lebte.
Am 25. Januar 1841, nahezu fünfzig Jahre nach ihrem berühmten Cousin, starb Marianne im Alter von 82 Jahren. In ihrem Nachlass fand man das Porträt ihres Cousins, das er ihr 1778 aus Mannheim geschickt hatte.
Nur 15 Monate später verstarb die 58-jährige Tochter. Beide wurden auf dem Bayreuther Stadtfriedhof bestattet, ihre Grabstätten sind jedoch nicht mehr auffindbar. Allerdings wurden im Laufe der Jahre zwei Gedenktafeln angebracht, eine an der „Alten Postei“ (Friedrichstraße 15), die andere 1991 im Eingangsbereich des Stadtfriedhofs (Erlanger Straße).

## Galerie

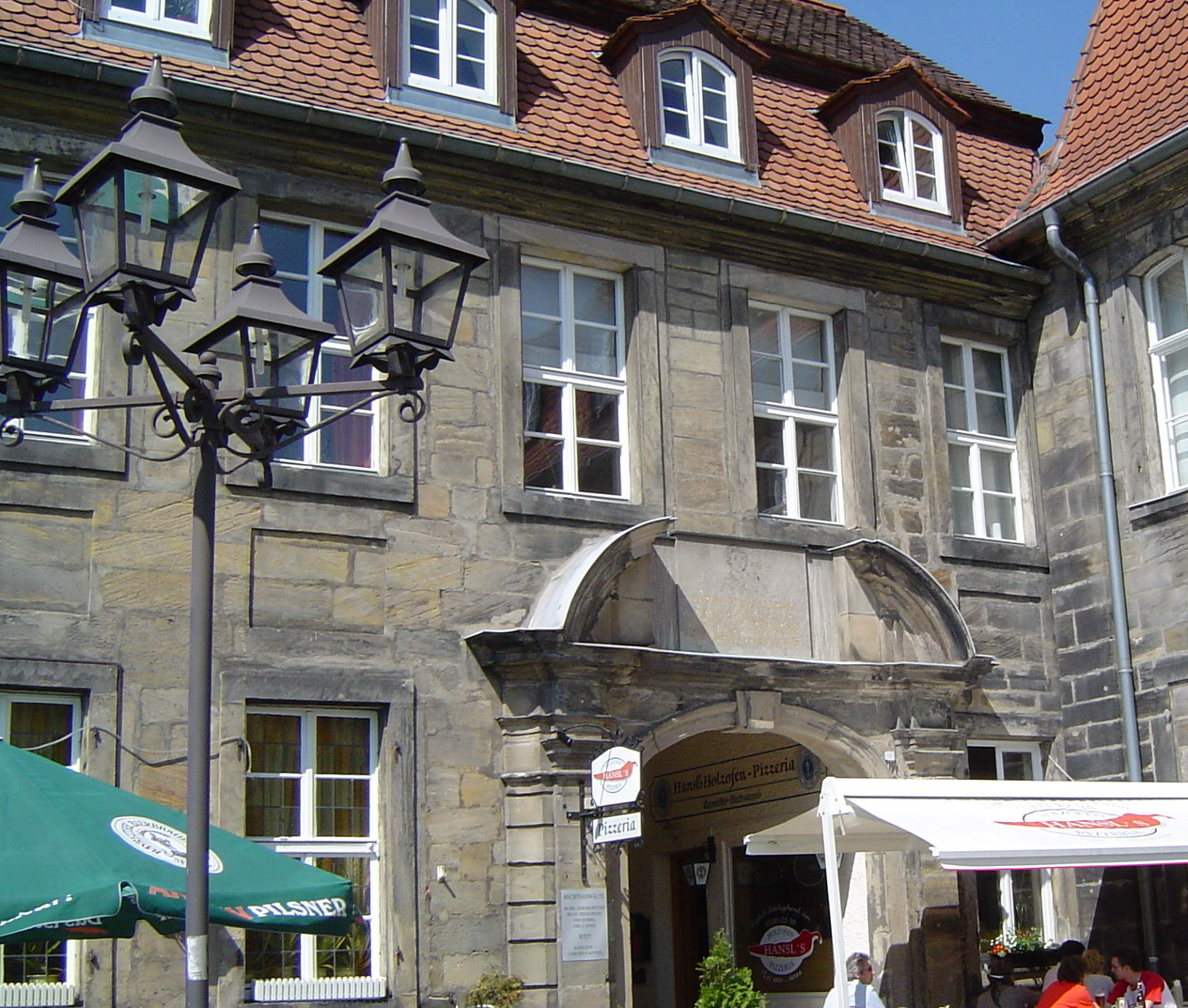
Bayreuth, Friedrichstrasse 15 (ehem. "Alte Postei"). Hier wohnte von 1814 bis 1841 Maria Anna Thekla Mozart (Mozarts - "Bäsle").
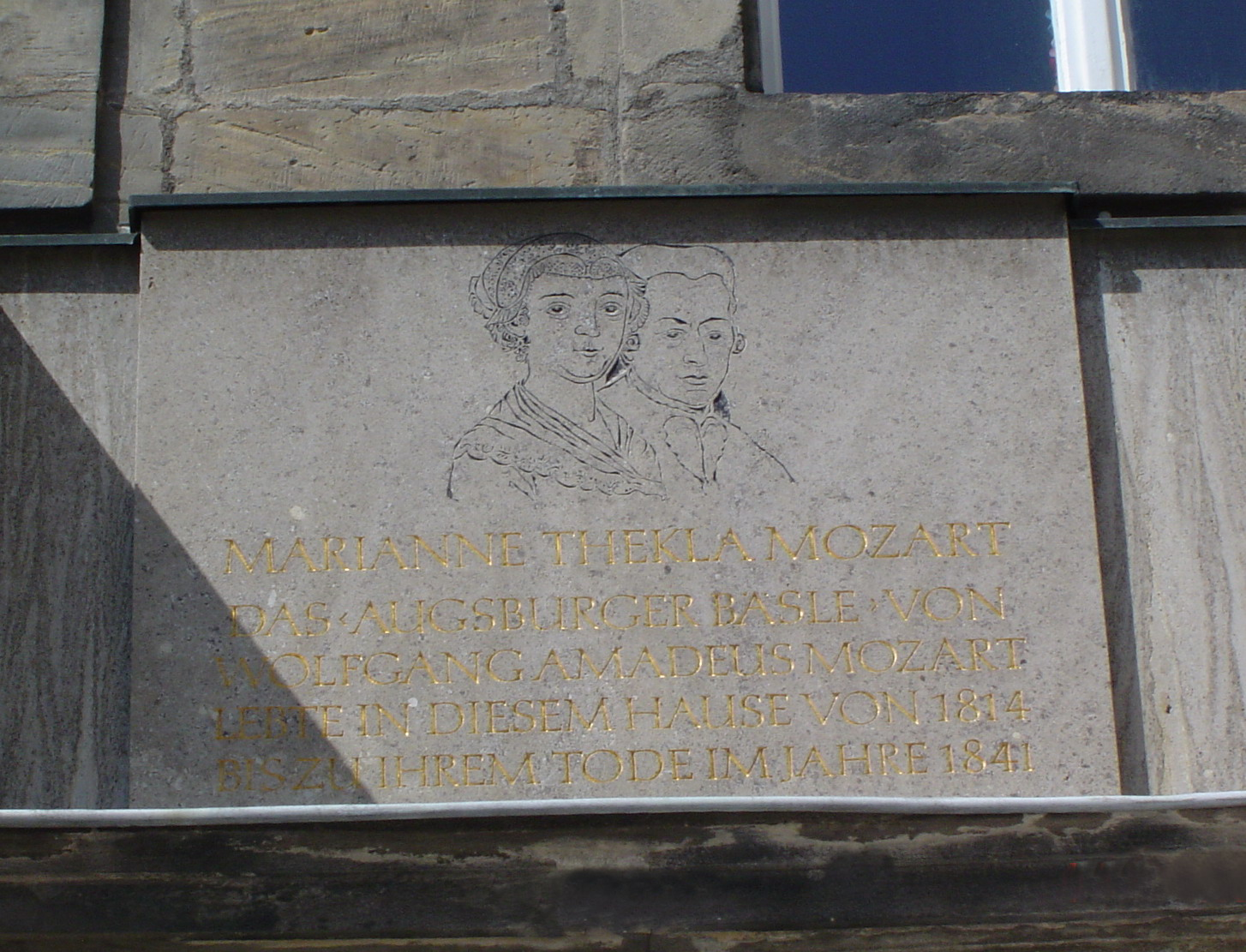
Bayreuth, Friedrichstrasse 15 (ehem. "Alte Postei", Gedenktafel).
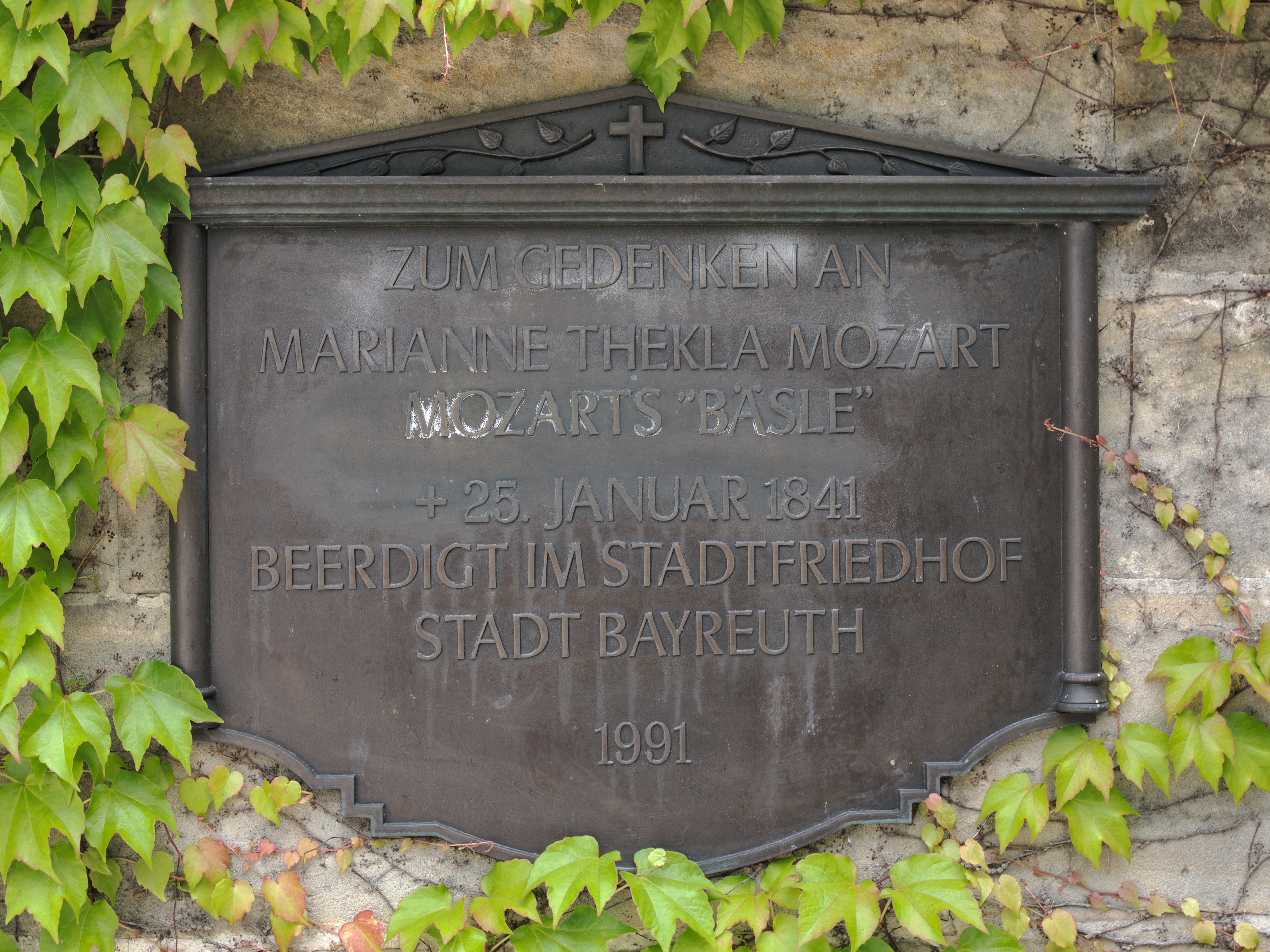
Bayreuth, Gedenktafel im Eingangsbereich des Stadtfriedhofs (Erlanger Straße) für Maria Anna Thekla Mozart